# 采生折割
采生折割是一种以拾取，买卖，诱骗，抢掠等方式采集活人，折断或割取其肢体的残忍行为。在古代，采生折割可能为一项祭祀、巫術行为。在近代，由于人们在中国城市街头时常看到肢体不全的残疾人乞讨。有人认为存在人为制造残疾人的产业，故意剁下活人肢体以作为博取同情的乞讨工具。该说法的流行反映了人们对中国人口拐卖和人體器官交易的担忧。“采生”，“折”和“割”并称来源于中国元明清三代刑律上的罪名。

## 延伸阅读
- 《元典章》卷四一《刑部三·诸恶·不道·禁采生祭鬼》
- 《南村辍耕录》
- 《大明律》卷十九 採生折割人
- 《大清律例》卷四十三
- 人彘
- 器官盜竊
- 中华人民共和国器官移植